# Emmanuel Echeverría
Emmanuel Echeverría (La Piedad de Cabadas, Michoacán; 4 de octubre de 2003) es un futbolista mexicano que juega como lateral izquierdo en el Club Santos Laguna de la Primera División de México.

## Trayectoria

### Club Santos Laguna
Canterano de Santos Laguna desde el año 2018, subiría a las diferentes categorías hasta llegar al año 2023, del Apertura 2023 donde debutaría.
El 8 de noviembre de 2023 debutaría oficialmente en primera división en la Jornada 10, del Apertura 2023 en una derrota de 3:0 a favor del Club de Fútbol Monterrey.